# وريد ردف الفرد

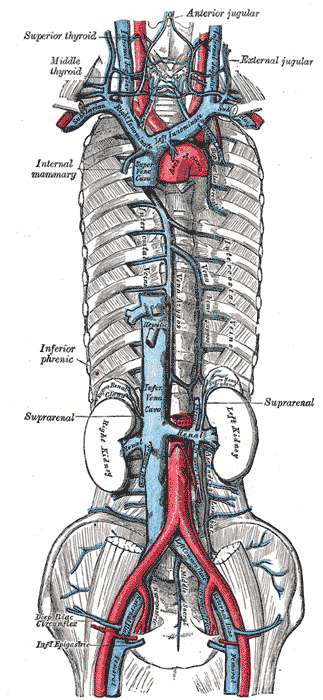
في الصورة يظهر الوريد الأجوف العلوي والسفلي. الوريد الفرد ووريد ردف الفرد ووريد ردف الفرد الاضافي.

وريد ردف الفرد أو الوريد الفرد الصغير السفلي (بالإنجليزية: Hemiazygos Vein)‏ هو وريد يتكون كالفرد الكبير (الوريد الفرد) داخل الجوف الصدري حذاء الوريد الحادي عشر الأيسر من اتحاد جذرين أنسي ووحشي. فينشأ الجذر الوحشي من اتحاد الوريد القطني الصاعد الأيسر مع الوريد الوربي الثاني عشر، وينشأ الجذر الأنسي من الوريد الكلوي الأيسر. 
يجتاز وريد ردف الفرد سويقة الحاجز اليسرى بين حزمها الأصلة واللاحقة مع العصب الحشوي الكبير، ثم يصعد في أيسر العمود الفقري والأبهر وفي أمام الشرايين الوربية حتى الفقرة الظهرية السابعة، ثم يسير إلى الأيمن خلف الأبهر والقناة الصدرية وينصب على الوريد الفرد الكبير بعد أن يأخذ الأوردة الوربية الأربعة أو الخمسة اليسرى الأخيرة. 

على الجهة اليسرى من الجوف الصدري، الأوردة من الرابع أو الخامس الوربي إلى الثامن الوربي يصبوا في الوريد ردف الفرد الإضافي أو الوريد الفرد الصغير العلوي (accessory hemiazygos vein). والأوردة من التاسع الوربي إلى الحادي عشر الوربي يصبوا في وريد ردف الفرد أو الوريد الفرد الصغير السفلي (hemiazygos vein).